# Carlos Retegui
Carlos Retegui (Buenos Aires, 19 december 1969) is een Argentijns hockeycoach en voormalig hockeyer.

## Carrière

### Speler
Retegui speelde tussen 1989 en 2006 als verdediger voor de Argentijnse hockeyploeg en won drie gouden medailles tijdens het hockey op de Pan-Amerikaanse Spelen, namelijk in 1991, 1995 en 2003; alleen in 1999 won Argentinië slechts zilver. Daarnaast deed hij driemaal mee aan het hockey op de Olympische Zomerspelen, namelijk in 1996, 2000 en 2004; Argentinië werd respectievelijk negende, achtste en elfde.

### Coach
Na zijn carrière ging Retegui aan de slag als coach. Tussen 2008 en 2009 begeleidde hij de Argentijnse mannenploeg en in 2009 volgde hij Gabriel Minadeo op als coach van de Argentijnse vrouwenploeg. Onder zijn regie wonnen de Argentijnsen onder meer het Pan-Amerikaans kampioenschap in 2009 en 2013, de Champions Trophy in 2009, 2010 en 2012 en het wereldkampioenschap van 2010. Na de verloren olympische finale van 2012 werd zijn contract niet verlengd.
Begin 2013 nam hij opnieuw de mannen onder zijn hoede, maar na het ontslag van Emanuel Roggero eind 2013 werd besloten dat Retegui tijdelijk, tot aan de zomer van 2014, beide teams zou trainen. Deze dubbelfunctie werd met verbazing en bewondering ontvangen. Toch was Retegui's dubbelrol niet onsuccesvol, op de wereldkampioenschappen hockey 2014 in Den Haag veroverden de Argentijnen zowel in het vrouwentoernooi als het mannentoernooi de bronzen medaille. Voor de mannen was dit de beste prestatie uit de geschiedenis, voor de vrouwen toch enigszins een tegenvaller. Na het toernooi ging Retegui alleen door met de mannenploeg.
Bij het hockey op de Olympische Zomerspelen 2016 coachte Retegui de Argentijnse mannen naar een gouden medaille.

## Trivia
Tijdens zijn periode als speler speelde Retegui vaak samen met Max Caldas, als coaches kwamen ze in belangrijke wedstrijden tegenover elkaar te staan.